# San Juan Opico
San Juan Opico  (meglio nota come Opico) è un comune del dipartimento di La Libertad, in El Salvador, distante 40 chilometri da San Salvador, la capitale.

## Storia
Opico fu fondato nel 1572 come un piccolo villaggio pipil. Ottenne il titolo di città il 4 febbraio 1881.

## Geografia fisica
Confina a nord con San Pablo Tacachico, a sud con Ciudad Arce e Colon, a est con Quezaltepeque e San Matias,  ad ovest con Coatepeque

## Monumenti e luoghi d'interesse
In questo comune si trovano i siti archeologici di Joya de Cerén e San Andrés che risalgono al VII secolo e sono protetti dal UNESCO.
Il nome Opico Viene dal nahuatl (Yulupico). che col passare degli anni è diventato Opico. che significa "città dove si strappano i cuori" o "città dei sacrifici".
Nelle rovine di San Andrés si possono ancora vedere i cerchi usati per offrire olocausti al dio della pioggia Tlaloc, infatti il nome è composto da: "O" simboleggia il cuore,  "PI" (strappare) e infine "CO" il suffisso locativo.

## Curiosità
- Sono fatte di pietra vulcanica la maggior parte delle strade della città.
- Come in tutti i comuni di El Salvador, anche Opico possiede (con ottima gestione) la sua "Ruta 108" (linea 108) per il trasporto pubblico, con partenze ogni 15 minuti, destinazione San Salvador.